# Harold Wellman
Harold Wellman DSc FRSNZ (1909-1999) was een Nieuw-Zeelandse geoloog, die vooral bekend is om zijn werk op het gebied van platentektoniek.
De ontdekking van de Great Alpine Fault op het Zuidereiland wordt toegeschreven aan hem. Hij kreeg tijdens de Tweede Wereldoorlog door de geologische dienst van Nieuw-Zeeland de opdracht om mica te zoeken op het Zuidereiland. Bij zijn onderzoek vond hij een lineaire structuur die graniet en schist van elkaar scheidde. Hij realiseerde zich dat het gesteente langs die lijn moest zijn verplaatst over een afstand van ongeveer 500 kilometer. De Great Alpine Fault is daarmee een van 's werelds grootste breuken.
Wellman werd een lid van de Royal Society of New Zealand in 1954, en werd beloond met de Hector Memorial Medal and Prize in 1957, en de McKay Hammer Award in 1959.